# 崔子侃
崔子侃（？—543年），清河郡东武城县（今河北省衡水市故城县）人，出自清河崔氏定著六房之一的清河大房，东魏官员。

## 生平
崔子侃空挂名参军获取官爵品级，升任中书郎，之后被尚书左丞和子岳弹劾，失去官位。崔子侃之前放纵意气，从此改正闭门读书，当时都称他知识渊博。兴和四年十二月辛亥（543年1月10日），崔子侃兼任通直散骑常侍，出使南梁，为阳斐的副手。崔子侃以居于阳斐副职为耻，又自认为才能和门第了不起，称呼阳斐为阳子，经常打断阳斐说话。从南梁返回时，崔子侃在路途中去世。儿子崔拯，官至太子仆、武德郡太守。

## 家庭

### 父亲
- 崔休，北魏抚军将军、殿中尚书、文贞侯

### 兄弟姐妹
- 崔㥄，北齐车骑大将军、左光禄大夫、东兖州刺史、武城县公
- 崔仲文，北齐散骑常侍、光禄大夫
- 崔叔仁，东魏骠骑将军、颍州刺史
- 崔叔义，北魏尚书库部郎
- 崔子植，冀州别驾
- 崔子聿，东魏东莞郡太守
- 崔子度
- 崔子约，北齐考功郞、新丰县男
- 崔氏，嫁北魏秘书郎中元稚舒，江阳王元乂之子
- 崔氏，嫁北齐定州刺史、博陵文简王高济